# A7 (motorväg, Bulgarien)
A7 är en planerad motorväg i Bulgarien som kopplar A6 Struma vid Dupnitsa med A1 Trakija vid Mirovo och Vakarel samt med A2 Hemus vid Potop.